# Grandy Nanny
Grandy Nanny, ook bekend als Granny Nanny en Nanny of the Maroons (Ghana, circa 1700 – Jamaica, 1740), een van de nationale helden van Jamaica, was een bekende leider van de Marrons op Jamaica. Als aanvoerder droeg ze bij aan het verslaan van het Britse leger in verscheidene veldslagen.
Grandy Nanny werd geboren in Ghana, in West-Afrika, als lid van het Ashanti-volk. De Ashanti waren een van de machtige stammen in West-Afrika. Het waren goed getrainde strijders en hun vrouwen genoten respect. Nanny is vermoedelijk naar Jamaica gebracht als slavin, maar er gaan ook verhalen dat zij opzettelijk door haar volk gestuurd is om opstandige slaven te hulp te komen. Op het moment dat zij arriveerde, waren er op Jamaica al vele slavenopstanden geweest. De grootste groep en de meest georganiseerde opstandelingen waren de Marrons. Door de wijze waarop zij zich organiseerden konden zij zich zeer goed verdedigen.
De Marrons waren slaven die weggevlucht waren toen de Britten Jamaica veroverden op de Spanjaarden, en die in afzondering van de koloniale- en plantagesamenleving leefden. Onder de Britse heerschappij slaagden nog veel meer slaven erin om te ontsnappen en zij sloten zich aan bij de Marrons, waarna ook de nieuwe weggelopen slaven Marrons genoemd werden.
Vanwege de wrede behandeling van vrouwelijke slaven door de plantageëigenaars besloot Nanny te ontsnappen samen met haar vijf broers. De meest bekende van haar broers, Cudjoe, leidde veel meer slavenopstanden op Jamaica met hulp van haar andere broers Accompong, Johnny, Cuffy en Quao.
De familieleden besloten niet bij elkaar te blijven, zodat zij zich beter zouden kunnen toeleggen op de organisatie van de Marrons. Cudjoe ging daarom naar St.James en organiseerde een dorp dat later Cudjoe Town genoemd werd. Accompong ging naar St. Elizabeth, terwijl Nanny en Quao naar Portland vertrokken.
In 1720 hadden Nanny en Quao de leiding over deze Marronstad in de Blue Mountains. Het was rond deze tijd dat de plaats de naam Nanny Town kreeg. Nanny Town besloeg meer dan 2,4 vierkante kilometer land waarop de gevluchte slaven woonden, dieren hielden en gewassen verbouwden. Doordat de stad geleid werd door Nanny en Quao, was zij op dezelfde wijze georganiseerd als een typische Ashantistam in Afrika.
De Marrons slaagden erin om te overleven in de bergen door onderhandelaars naar de steden te sturen om voedsel te ruilen voor wapens en stoffen. De Marrons stonden er ook om bekend dat ze plantages aanvielen voor wapens en voedsel, waarbij ze de plantages verbrandden en de slaven mee terug brachten naar Nanny Town.
Nanny Town was een uitstekende locatie voor een fort, doordat het uitkeek over Stony River langs een 270 meter lange bergkam, wat een verrassingsaanval door de Britten vrijwel onmogelijk maakte. De bewoners van Nanny Town zetten ook wachtposten uit voor zo'n aanval, en ze wezen krijgers aan die konden worden opgeroepen met het geluid van een hoorn, 'Abeng' genaamd.
Grandy Nanny, een kleine, magere vrouw met doordringende ogen, was erg bedreven in het organiseren van plannen om slaven te bevrijden. Zij zou hebben bijgedragen aan de bevrijding van meer dan 800 slaven. Met haar aanzienlijke kennis van kruiden en haar rol als spiritueel leider hielp zij hen ook vrij en gezond te blijven.
De bevrijding van slaven zat de Britten erg dwars. Tussen 1728 en 1734 werd Nanny Town keer op keer door de Britten aangevallen, maar de stad liep niet één keer schade op. Dit kwam doordat de Marrons veel meer bedreven waren in het vechten in een gebied waar zware regen viel, en zij zich konden vermommen als struiken en bomen. De Marrons gebruikten ook lokmiddelen om de Britten in een hinderlaag te lokken. Dit gebeurde door niet vermomde Marrons binnen het gezichtsveld van de Britten te laten rennen en daarna in de richting van de andere, vermomde Marrons, die de Britten keer op keer versloegen.
Heden ten dage staat de beeltenis van Grandy Nanny op het $500-biljet van de Bank of Jamaica.